# يوجين تي. سوير
يوجين تي. سوير (بالإنجليزية: Eugene T. Sawyer)‏ (11 نوفمبر 1846 - 30 أكتوبر 1924)؛ روائي أمريكي.